# Kevin Barnes
 (novembre 2013).
Si vous disposez d'ouvrages ou d'articles de référence ou si vous connaissez des sites web de qualité traitant du thème abordé ici, merci de compléter l'article en donnant les références utiles à sa vérifiabilité et en les liant à la section « Notes et références ».
Kevin Barnes, né le 30 mai 1974, est le chanteur et parolier du groupe de musique américain of Montreal. Il a commencé le groupe seul, donnant diverses explications au choix du nom, pour finalement affirmer qu'il rappelle une déception amoureuse avec une femme de Montréal. Le groupe a enregistré douze albums studio. Son frère David Barnes est artiste et a réalisé plusieurs pochettes pour le groupe, dont celle de The Gay Parade.
Il s'est marié en 2003 avec Nina Aimee Grøttland, une graphiste membre du groupe Ethnobabes. Ils ont une fille, Alabee, née à Oslo le 29 décembre 2004. Barnes est non-binaire, utilisant le pronom neutre they singulier.